# Enciclopedia de la fantasía
La Enciclopedia de la Fantasía (título original en inglés: The Encyclopedia of Fantasy) en una obra de referencia de ficción fantástica, editada por John Clute y John Grant. Incluye contribuciones de Mike Ashley, Neil Gaiman, Diana Wynne Jones, David Langford, Sam J. Lundwall, Michael Scott Rohan, Brian Stableford y Lisa Tuttle.
La obra tuvo mucha aceptación al ser publicada. En 1998 recibió el Premio Hugo, Premio Mundial de Fantasía,y el  Premio Locus. La empresa de publicaciones Library Journal describió a La Enciclopedia de la Fantasía como "la primera de su categoría".
Desde noviembre de 2012, todo el contenido de La Enciclopedia de la Fantasía está disponible en internet, como añadido a la Enciclopedia de la Ciencia Ficción también en internet. No obstante, los editores de La Enciclopedia de la Ciencia Ficción han declarado que no tienen planes de actualizar La Enciclopedia de la Fantasía, al menos en un futuro inmediato.

## Reseña
La Enciclopedia se publicó en un formato que conjunta con la segunda edición de La Enciclopedia de la Ciencia Ficción de 1993. Esta es un poco más pequeña, contiene 1.049 páginas alfabéticas, más de 4.000 entradas y aproximadamente un millón de palabras, la mayoría de ellas escritas por Clute, Grant y Ashley. Una edición posterior en CD-ROM contiene numerosas revisiones.
La Enciclopedia utiliza un sistema similar de categorización que La Enciclopedia de la Ciencia Ficción, pero no incluye un índice de entradas temáticas. Este fue añadido más tarde en la adenda en línea: ver "Enlaces externos" más abajo. Una de las mayores diferencias es que no hay entradas relacionadas con la edición de libros.

## Neologismos
Para esta Enciclopedia se han utilizado frecuentemente términos inventados para las entradas de cada tema, antes de utilizar encabezamientos que pudieran haber aparecido previamente en literatura.

### Críticas
Ha sido caracterizada como "una fuente de fantasía excelente y fácilmente leíble", la industria de publicaciones Library Journal describió a La Enciclopedia de la Fantasía como "la primera de su clase"

### Premios
- 1998, Premio Hugo al mejor libro de no ficción.
- 1998, Premio Mundial de la Fantasía (categoría especial: profesional).
- 1998, Premio Locus no ficción.